# ジェーン・ブラロック
ジェーン・ブラロック（Jane Blalock、1945年9月19日 - ）はニューハンプシャー州ポーツマス出身のアメリカ合衆国の元女子プロゴルファー。1969年からLPGAツアーに参戦し、通算27勝をあげている。

## アマチュア時代
ブラロックは13歳でゴルフを始め、1965年からニューハンプシャー・アマチュア大会で5連勝した。1968年にはニューイングランド・アマチュア大会でも優勝している。彼女はフロリダ州のローリンズ・カレッジに学び、1967年に卒業して歴史の学位を取得した。1969年、LPGAバーディンズ・インビテーショナルにアマチュアとして出場し、5位タイになった。その後プロに転向し、1969年のLPGAルーキー・オブ・ザ・イヤーを獲得した。

## プロ転向後
初勝利は1970年で、この年から1980年までに25勝をあげ、その間1度も予選落ちを経験しなかった。299大会決勝ラウンド進出という記録はLPGAのツアーレコードである。1981年から1984年にかけて勝てなくなったが、1985年に2勝し、これが最後の勝利となった。1986年にフルシーズン参戦から引退した。
ブラロックはメジャー大会に一度も勝っていない選手としては、最も多くの優勝を飾っている。全米女子プロゴルフ選手権では2度2位になっている。1972年のコルゲート・ダイナ・ショア大会で優勝しているが、これは同大会がメジャーに昇格する以前の事である。通算27勝という成績は現在の世界ゴルフ殿堂入りの資格を満たすものであるが、このシステムが導入されたのはブラロックの引退後であり、今後彼女が殿堂入りするかは、審査するベテランズ委員会の判断次第である。
1972年中頃、LPGA理事会は彼女を不正行為を行なったとして告発した。ボール位置をグリーンにマークする際、少しカップに近づけて置いた事が何度かあったというものである。ブラロックは当初告発を否定していたが、後に釈明している。彼女が容疑を認めていると感じた人々もいた。彼女は結局1年間の出場停止処分をくだされた。ブラロックはプレーを続ける事ができるよう訴えを起こした。訴訟によりLPGAが独占禁止に違反している事が判明し、この一件は初のツアー・コミッショナー雇用に繋がった。
ブラロックはゴルフイベントのマネージメント会社を所有しており、女性のためのLPGAゴルフ・クリニック講座を始めた。また女子シニアゴルフツアー（現在はレジェンド・ツアーと呼ばれている）の設立に尽力した。彼女はニューイングランド・スポーツ殿堂のメンバーである。

## LPGAツアーの優勝歴
- 1970年：1勝
- 1971年：2勝
- 1972年：コルゲート・ダイナ・ショア大会など4勝
- 1974年：4勝
- 1975年：1勝
- 1976年：2勝
- 1977年：2勝
- 1978年：4勝
- 1979年：4勝
- 1980年：1勝
- 1985年：マツダジャパンクラシックなど2勝

## LPGAツアー以外の優勝
- 1972年：アンジェロズ・フォアボール・チャンピオンシップ
- 1973年：アンジェロズ・フォアボール・チャンピオンシップ
- 1975年：コルゲート・トリプル・クラウン、ワールドレディスチャンピオンシップ
- 1977年：コルゲート・トリプル・クラウン、ワールドレディスチャンピオンシップ
- 1978年：いすゞレディースカップトーナメント

## LPGAメジャー大会の最高位
- ナビスコ・ダイナ・ショア大会：34位タイ（1985年・1986年）
- 全米女子プロゴルフ選手権：2位（1972年・1980年）
- 全米女子オープン：3位（1971年・1976年）
- デュモーリエ・クラシック：4位（1980年）